# Gran Premio CTT Correios de Portugal
El Gran Premio CTT Correios de Portugal fue una carrera ciclista profesional por etapas que se disputa en la Región Centro, en Portugal durante el mes de junio.
Se disputaba desde 2000 ininterrumpidamente, subiendo progresivamente de la categoría 2.5 (última categoría del profesionalismo) hasta la 2.2. Desde la creación de los Circuitos Continentales UCI en 2005 formó parte del UCI Europe Tour, dentro de la categoría 2.1 hasta que en el 2010 se integró en la Vuelta al Alentejo
Sus últimas ediciones constó de cuatro etapas.

## Palmarés
| Año  | Ganador             | Segundo         | Tercero           |
| ---- | ------------------- | --------------- | ----------------- |
| 2000 | Ángel Edo           | Delmino Pereira | Pedro Soeir       |
| 2001 | José Iván Gutiérrez | Isidro Nozal    | Pablo Lastras     |
| 2002 | Ángel Edo           | Alexei Markov   | Nuno Marta        |
| 2003 | Nuno Marta          | David Blanco    | Alexei Markov     |
| 2004 | Cândido Barbosa     | Ángel Edo       | Alberto Benito    |
| 2005 | Alexei Markov       | Nuno Marta      | Lénaïc Olivier    |
| 2006 | Jordi Grau          | Jesús del Nero  | Carlos Pinho      |
| 2007 | Pedro Cardoso       | André Vital     | Eladio Jiménez    |
| 2008 | Nuno Ribeiro        | Nelson Vitorino | Francisco Mancebo |
| 2009 | Adrián Palomares    | Danail Petrov   | André Cardoso     |

## Palmarés por países
| País     | Victorias |
| -------- | --------- |
| España   | 5         |
| Portugal | 4         |
| Rusia    | 1         |